# Wash trade
Det engelske begreb wash trade betegner en form for markedsmanipulation, hvor en investor på samme tid køber og sælger det samme finansielle instrument, eller sælger/køber det af en interesseforbunden part, med henblik på at skabe misvisende aktivitet på det marked, hvor der handles med instrumentet. Wash trading foregår ved, at investoren, eller en interesseforbunden part, lægger en salgsordre ud på markedet efterfulgt af en tilsvarende købsordre (eller omvendt), hvorved pågældende køber aktivet af sig selv.
Wash trading kan både være motiveret af et ønske om, at få et instrument til at fremstå som værende mere værd, end det reelt er, eller et ønske om skubbe prisniveauet nedad.